# Record Collection
Albums de Mark Ronson
Version
(2007) Uptown Special
(2015)
Singles
1. Bang Bang Bang
Sortie : 9 juillet 2010
2. The Bike Song
Sortie : 17 septembre 2010
3. Somebody to Love Me
Sortie : 26 novembre 2010

Record Collection est le troisième album studio du producteur de musique anglais Mark Ronson, sorti en 2010. 

## Liste des titres
| No  | Titre                                                                 | Auteur | Durée |
| --- | --------------------------------------------------------------------- | --- | ----- |
| 1.  | Bang Bang Bang (featuring Q-Tip & MNDR)                               | Mark Ronson • Alex Greenwald • Homer Steinweiss • Amanda Warner • Kamaal Fareed • Nick Hodgson • Peter Wade Keusch | 3:53  |
| 2.  | Lose It (In the End) (featuring Ghostface Killah & Alex Greenwald)    | Ronson • Greenwald • Jonathan Pierce • Dennis Coles • Nick Movshon                                                 | 2:25  |
| 3.  | The Bike Song (featuring Kyle Falconer & Spank Rock)                  | Ronson • Steinweiss • Dave McCabe • Naeem Juwan Hanks • Victor Axelrod • Thomas Brenneck                           | 4:25  |
| 4.  | Somebody to Love Me (featuring Boy George & Andrew Wyatt)             | Ronson • Greenwald • Movshon • Anthony Rossomando • Andrew Wyatt • Cathy Dennis • Jason Sellards • Keinan Warsame  | 4:58  |
| 5.  | You Gave Me Nothing (featuring Rose Elinor Dougall & Andrew Wyatt)    | Ronson • Pierce | 4:00  |
| 6.  | The Colour of Crumar                                                  | Ronson | 1:28  |
| 7.  | Glass Mountain Trust (featuring D'Angelo)                             | Ronson • Rossomando • Michael Archer                                                                               | 3:46  |
| 8.  | Circuit Breaker                                                       | Ronson • Greenwald • Shimon Nolfo                                                                                  | 4:24  |
| 9.  | Introducing the Business (featuring Pill & London Gay Men's Chorus)   | Ronson • Greenwald • Axelrod • Brenneck • Tyrone Rivers                                                            | 3:42  |
| 10. | Record Collection (featuring Simon Le Bon & Wiley)                    | Ronson • Greenwald • Hodgson • Richard Cowie                                                                       | 3:49  |
| 11. | Selector                                                              | Ronson • Greenwald                                                                                                 | 1:06  |
| 12. | Hey Boy (featuring Rose Elinor Dougall & Theophilus London)           | Ronson • Kai Fish • Theophilus London III                                                                          | 3:34  |
| 13. | Missing Words                                                         | Ronson • Greenwald • Movshon                                                                                       | 1:29  |
| 14. | The Night Last Night (featuring Rose Elinor Dougall & Alex Greenwald) | Ronson • Greenwald • Rose Elinor Dougall • Charles Waller                                                          | 4:24  |

| 15. | Sound of Plastic (featuring Nick Rhodes, Rose Elinor Dougall, Spank Rock, Jamie Reynolds & Anthony Rossomando) | Ronson • Dougall • Rhodes • Jamie Reynolds • Naeem Juwan Hanks       | 5:06  |
| 16. | Bang Bang Bang (The Count & Sinden remix)                                                                      | Ronson • Greenwald • Steinweiss • Warner • Fareed • Hodgson • Keusch | 5:22  |
| 17. | The Bike Song (Major Lazer remix)                                                                              | Ronson • Greenwald • Steinweiss • Warner • Fareed • Hodgson • Keusch | 3:33  |
| 18. | Teeko Takes The Crate (Record Collection Mastermix)                                                            |                                                                      | 28:21 |

| 19. | Bang Bang Bang (clip)                    |  | 5:19 |
| 20. | The Bike Song (clip)                     |  | 4:57 |
| 21. | Circuit Breaker (clip)                   |  | 2:34 |
| 22. | Record Collection (making of de l'album) |  | 5:48 |
| 23. | Bang Bang Bang (making of du clip)       |  | 2:17 |
| 24. | The Bike Song (making of du clip)        |  | 3:54 |

| 15. | Record Collection 2012 (featuring Simon Le Bon, Wiley, MDNR, Pharrell & Wretch 32) | Ronson • Greenwald • Hodgson • Cowie • Axelrod • Pharrell Williams • Jermaine Scott | 4:02 |

## Classements
| Pays et classements (2010)          | Peak position |
| ----------------------------------- | ------------- |
| Australie - ARIA Charts             | 6             |
| Belgique (Flandre) - Ultratop 50    |               |
| Pays-Bas - MegaCharts               | 67            |
| Europe - Top 100                    | 9             |
| Irlande - Irish Albums Chart        | 16            |
| Nouvelle-Zélande - RIANZ            | 33            |
| Suisse - Schweizer Hitparade        | 40            |
| Royaume-Uni - UK Albums Chart       | 2             |
| UK Download Chart                   | 1             |
| États-Unis - Top Alternative Albums | 20            |
| États-Unis - Billboard 200          | 81            |